# سرة

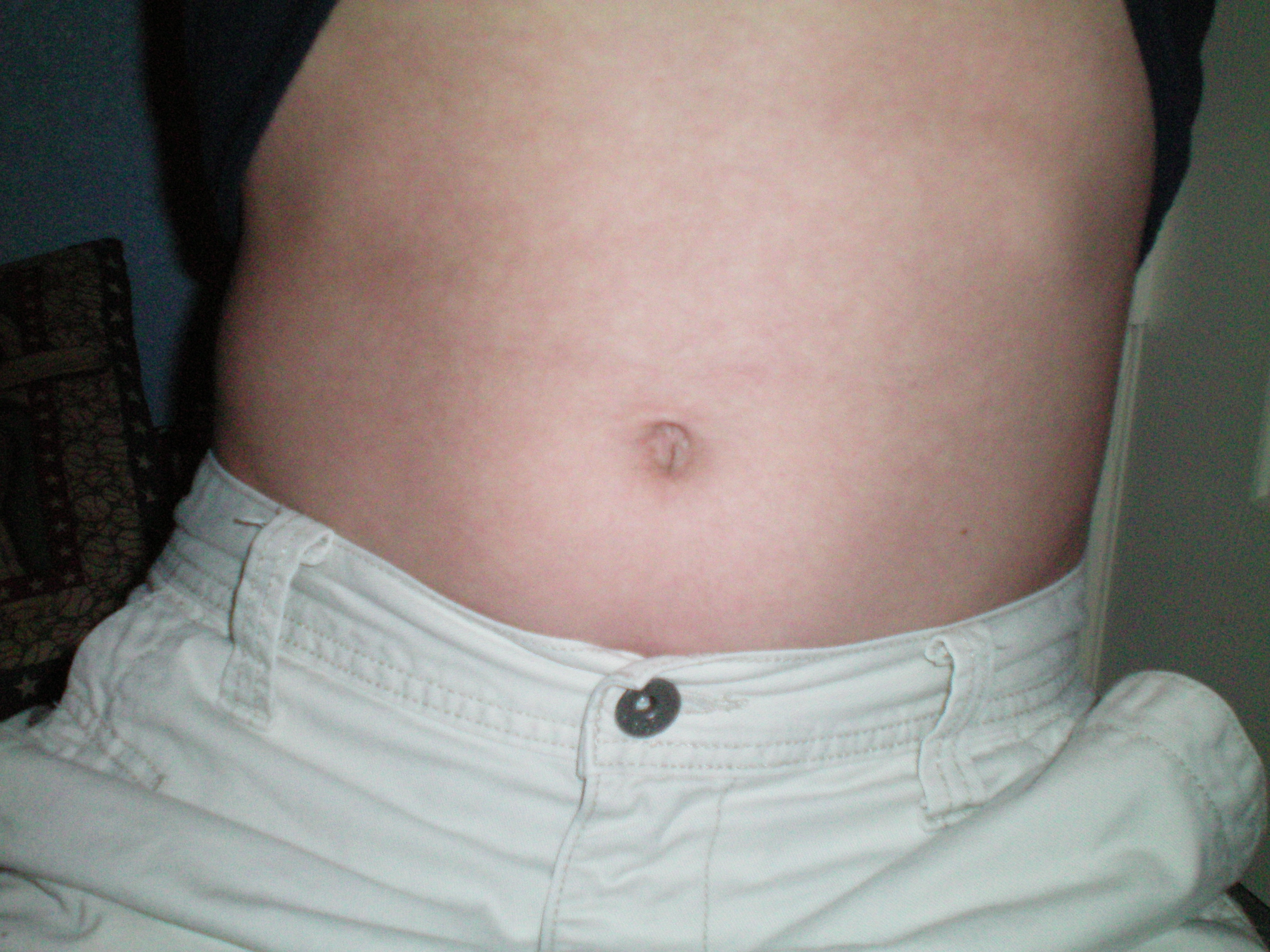
سرة

السُّرَّة هي نتوء يظهر في البطن بسبب السُّرّ الذي يربط المشيمة ببطن الطفل، موجود في كل الثدييات ويظهر بوضوح أكثر عند الإنسان. تسمى الأوساخ التي تجتمع في السرة الأمشاج.

## سرة الإنسان
للسرة في الغالب مكان ثابت نسبيا لدى البشر. و90% منهم شكل السرة نتوء في البطن وال10% الباقين تشكل السرة بروز في بطونهم.

## معرض صور

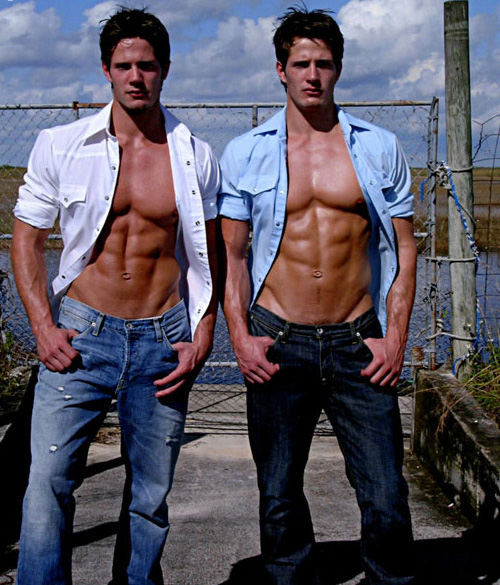
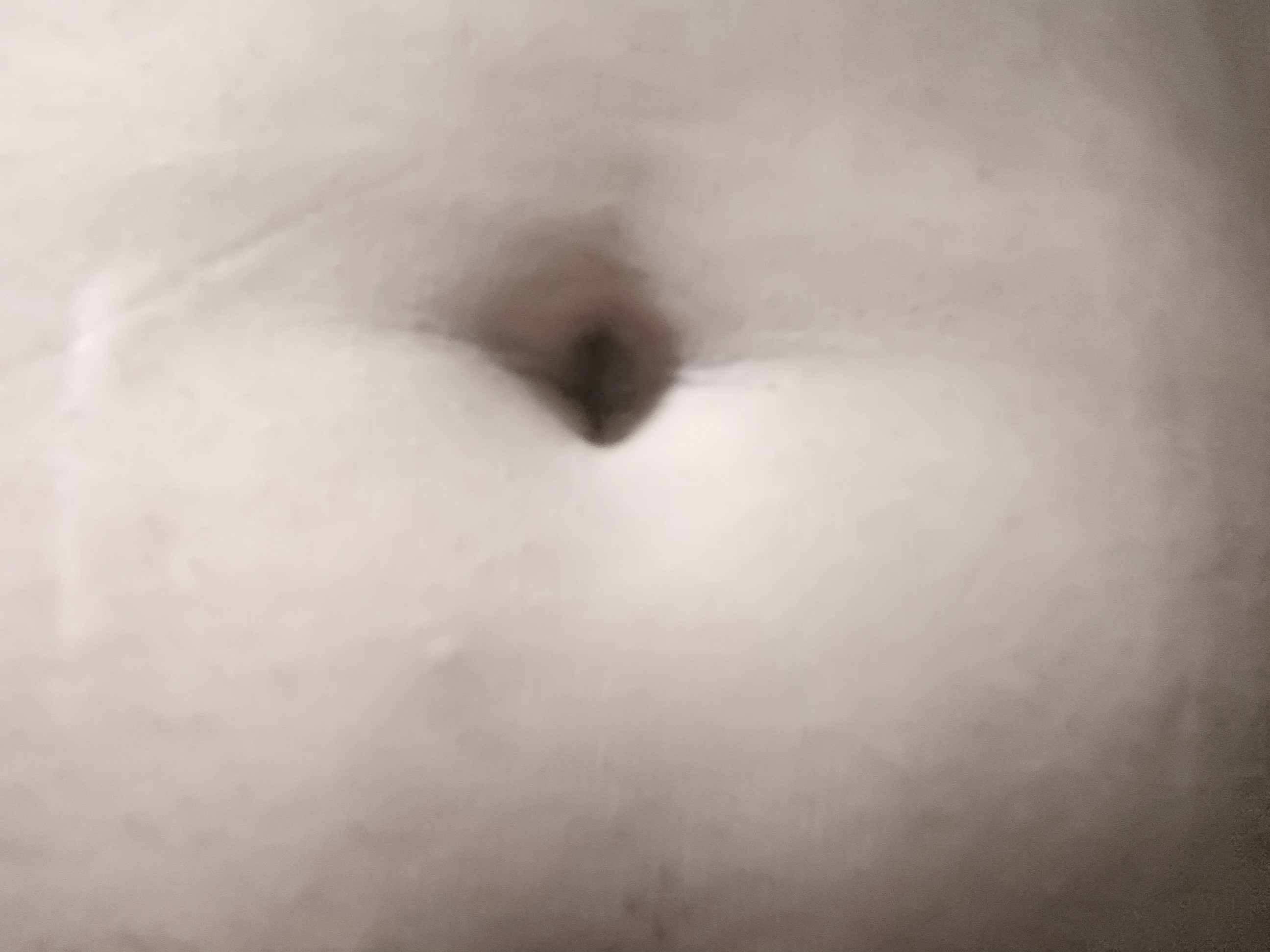
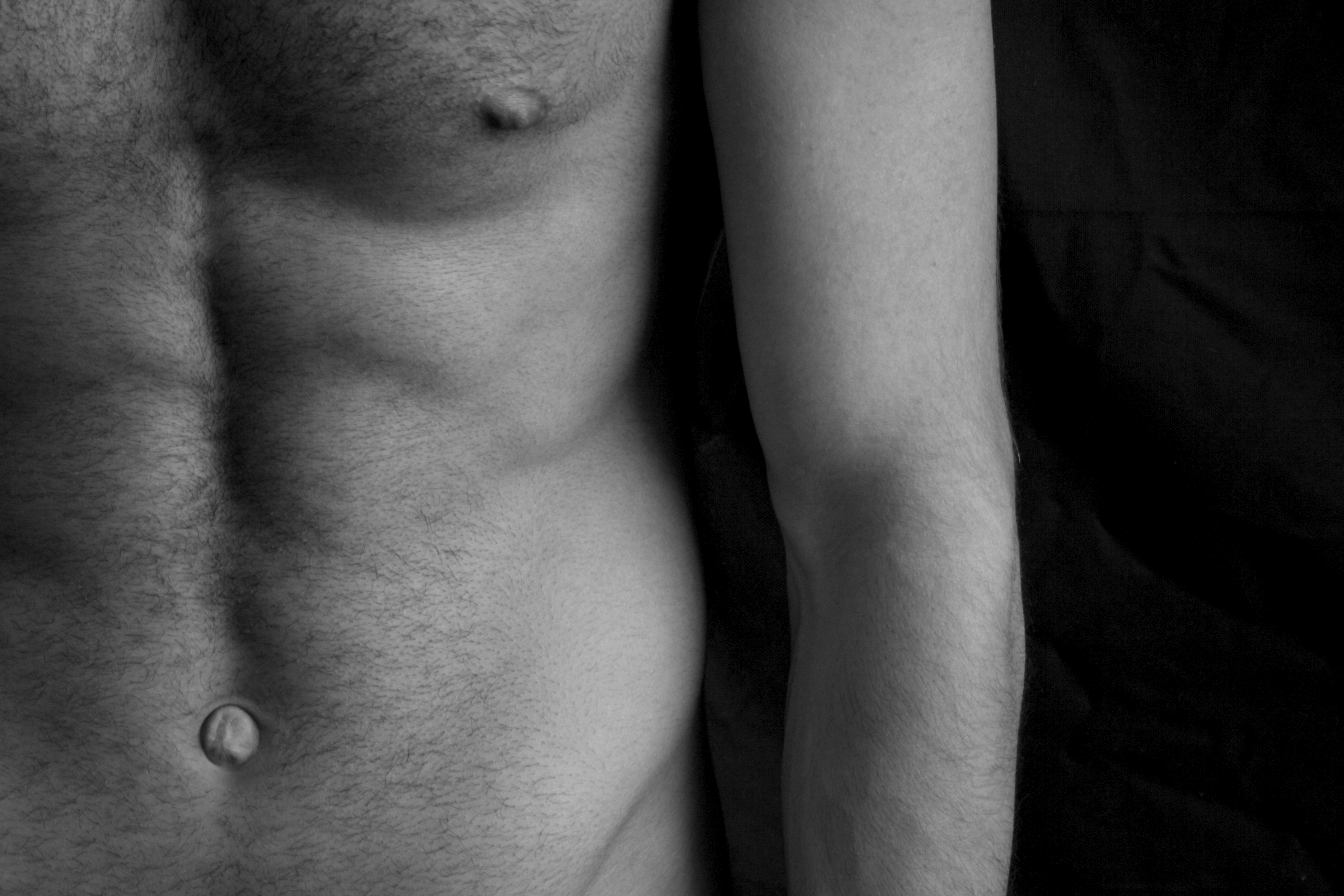
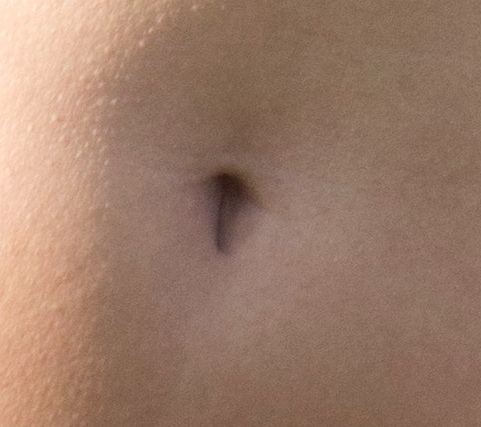